# New Orleans Saints 1994
La stagione 1994 dei New Orleans Saints è stata la 28ª della franchigia nella National Football League. Con un record di 7-9 la squadra si classificò al secondo posto della propria division, mancando i playoff per il secondo anno consecutivo.

## Scelte nel Draft 1994
| Scelte dei Saints nel Draft 1994 |        |                  |                  |                   |
| Giro                             | Scelta | Giocatore        | Ruolo            | College           |
| 1                                | 13     | Joe Johnson      | Defensive end    | Louisville        |
| 2                                | 44     | Mario Bates      | Running back     | Arizona State     |
| 3                                | 79     | Winfred Tubbs    | Linebacker       | Texas             |
| 4                                | 116    | Doug Nussmeier   | Quarterback      | Idaho             |
| 5                                | 142    | Herman Carroll   | Defensive end    | Mississippi State |
| 5                                | 143    | Craig Novitsky   | Guard            | UCLA              |
| 6                                | 176    | Derrell Mitchell | Wide receiver    | Texas Tech        |
| 7                                | 213    | Lance Lundberg   | Offensive tackle | Nebraska          |

## Roster
| Roster dei New Orleans Saints nel 1993 |
| --- |
| Quarterback - 17 Jim Everett - 18 Wade Wilson Running Back - 24 Mario Bates - 21 Derek Brown - 32 Vaughn Dunbar - 22 Brad Muster FB Wide Receiver - 89 Quinn Early - 81 Michael Haynes - 88 Derrell Mitchell - 84 Steve Rhem - 83 Torrance Small Tight End - 86 Kirk Botkin - 82 Irv Smith - 85 Wesley Walls Offensive Linemen - 71 Richard Cooper T - 72 Jim Dombrowski G - 60 Craig Novitsky G - 70 Chris Port G - 77 Willie Roaf T - 63 Jeff Uhlenhake C Defensive Linemen - 91 Robert Goff NT - 98 Jim Hanna NT - 94 Joe Johnson DE - 69 Les Miller DE - 93 Wayne Martin DE - 99 Joel Smeenge DE - 73 Frank Warren NT Linebacker - 58 Darion Conner - 51 Sam Mills - 54 Winfred Tubbs - 97 Renaldo Turnbull OLB - 90 James Williams ILB Defensive Back - 26 Vince Buck CB - 39 Carl Lee CB - 43 Tyrone Legette CB - 46 Sean Lumpkin SS - 37 Jimmy Spencer CB Special Team - 7 Morten Andersen K - 6 Tommy Barnhardt P                                                                |
| Legenda - I rookie sono in corsivo. - Il primo ruolo è il principale mentre gli eventuali successivi indicano i ruoli secondari. - (IR) sta per Injured Reserve ed indica la lista ristretta per un solo giocatore infortunato che può tornare ad allenarsi dopo la settimana 6 e a rientrare in prima squadra dopo che questa ha giocato 8 partite. - (NF-Inj.) / (NF-Ill.) stanno rispettivamente per Non-Football Injured e Non-Football Illness ed indicano le liste dove viene inserito un giocatore che ha un infortunio o una malattia non dipendente dal football americano. - (PUP) sta per Physically Unable to Perform ed indica la lista dove viene inserito un giocatore mentre è in attesa di recuperare la condizione fisica. Nella stagione regolare dopo la sesta partita giocata dalla propria squadra, il giocatore ha tempo tre settimane per riprendere ad allenarsi, più tre settimane aggiuntive dal suo rientro agli allenamenti per rientrare in prima squadra. |

## Calendario
| Stagione regolare |                         |                    |
| 1                 | Kansas City Chiefs      | S 30–17            |
| 2                 | Washington Redskins     | S 38–24            |
| 3                 | at Tampa Bay Buccaneers | V 9–7              |
| 4                 | at San Francisco 49ers  | S 24–13            |
| 5                 | New York Giants         | V 27–22            |
| 6                 | at Chicago Bears        | S 17–7             |
| 7                 | San Diego Chargers      | S 36–22            |
| 8                 | Los Angeles Rams        | V 37–34            |
| 9                 | Settimana di pausa      | Settimana di pausa |
| 10                | at Minnesota Vikings    | S 21–20            |
| 11                | Atlanta Falcons         | V 33–32            |
| 12                | at Los Angeles Raiders  | S 24–19            |
| 13                | San Francisco 49ers     | S 35–14            |
| 14                | at Los Angeles Rams     | V 31–15            |
| 15                | at Atlanta Falcons      | V 29–20            |
| 16                | Dallas Cowboys          | S 24–16            |
| 17                | at Denver Broncos       | V 30–28            |

## Classifiche
| NFC West                |    |    |   |      |     |      |     |
|                         | V  | S  | P | %    | DIV | CONF | STR |
| (1) San Francisco 49ers | 13 | 3  | 0 | .813 | 505 | 296  | S1  |
| New Orleans Saints      | 7  | 9  | 0 | .438 | 348 | 407  | V1  |
| Atlanta Falcons         | 7  | 9  | 0 | .438 | 317 | 385  | V1  |
| Los Angeles Rams        | 4  | 12 | 0 | .250 | 286 | 365  | S7  |